# Obi (Nigéria)
Nota: Outros significados, ver Obi
Obi é uma cidade e área de governo local no estado de Benue, na Nigéria.